# Efeito Coolidge
O efeito Coolidge é um fenômeno biológico observado em diversos animais, no qual os machos exibem interesse sexual renovado sempre que uma nova fêmea é introduzida, mesmo após o sexo com parceiros sexuais anteriores e ainda disponíveis. Em menor grau, o efeito também é visto entre as fêmeas em relação aos seus parceiros.
O efeito Coolidge pode ser atribuído a um aumento na capacidade de resposta sexual e a um encurtamento do período refratário sexual. O benefício evolutivo desse fenômeno é que um macho pode fertilizar várias fêmeas em um curto período de tempo. O macho pode ser revigorado repetidamente para a inseminação bem sucedida de múltiplas fêmeas. Este tipo de sistema de acasalamento pode ser referido como poliginia, onde um macho se acasala com várias fêmeas, mas cada fêmea se acasala com apenas um ou alguns machos. Foi demonstrado que o efeito Coolidge ocorre em humanos em todas as culturas e em ambos os sexos.

## Origem do termo
O endocrinologista comportamental Frank A. Beach afirmou em uma carta de 1974 ter introduzido o termo em 1958 ou 1959. Ele atribuiu o neologismo a

uma velha piada sobre Calvin Coolidge quando ele era Presidente ... O Presidente e a Sra. Coolidge estavam sendo apresentados [separadamente] uma fazenda experimental do governo. Quando a Sra. Coolidge chegou ao galinheiro ela notou que um galo estava acasalando muito frequentemente. Ela perguntou ao atendente com que frequência isso ocorria e ele disse, "Dúzias de vezes por dia." A Sra. Coolidge disse, "Conte isso ao Presidente quando ele passar por aqui." Ao ser contado o caso, o Presidente perguntou, "A mesma galinha toda vez?" A resposta foi, "Ah, não, Sr. Presidente, uma galinha diferente toda vez." Presidente: "Diga isso para a Sra. Coolidge."
A piada aparece em um livro de 1972 (Agression in Man and Animals, de Roger N. Johnson, p. 94).

## Evidências empíricas
Os experimentos originais com ratos aplicaram o seguinte protocolo: Um macho foi colocado em uma grande caixa fechada com quatro ou cinco ratazanas no cio. Ele imediatamente começou a acasalar com todas as ratas repetidamente até que finalmente ficou exausto. As fêmeas continuaram a cutucá-lo e lambê-lo, mas ele não respondeu. Quando uma nova fêmea foi introduzida na caixa, ele ficou alerta e começou a acasalar mais uma vez com a nova fêmea. Este fenômeno não se limita a ratos comuns.